# Hokkien
Hokkien (/ˈhɒkiɛn/) je dialekt jižního Minu (čínsky v českém přepisu min-nan, pchin-jinem mǐnnán). Pochází z Čínské lidové republiky, provincie Fu-ťien, z městské prefektury Čchüan-čou (čínsky pchin-jinem Quánzhōu, znaky 泉州). Patří do sino-tibetské jazykové rodiny. Nejvíce se jím mluví na Tchaj-wanu, kde se projevuje v subdialektu zvaném Tchajwanský hokkien nebo tchajwanština. Další oblasti, kde se používá hokkien jsou čínské diaspory v Malajsii, Singapuru, Indonésii, Filipínách a dalších částech Jihovýchodní Asie.

## Amoyský dialekt
Pod hokkien patří amoyský dialekt z městské prefektury Sia-men, který je vzájemně srozumitelný s ostatními dialekty hokkienu. Amoyským dialektem se mluví převážně v čínském městě Sia-men a okolních regionech Tong'an a Xiang'an. Je mateřským jazykem pro 2 miliony lidí (2021). Tento dialekt vznikl v době dynastie Ming. Obchodníci z Čchüan-čou a obyčejný lid z Čang-čou (čínsky pchin-jinem Zhāngzhōu, znaky 漳州) cestovali na jih za obchodními a pracovními příležitostmi. Byla potřeba společného jazyka k dorozumění, avšak přestože měla obě města podobné dialekty, kvůli rozdílným přízvukům byla komunikace obtížná. Obchodníci z Čchüan-čou považovali svůj dialekt za prestižní a dialekt z Čang-čou za vesnický. Za uběhlá staletí se tyto dva dialekty spojily a vytvořily amoyský dialekt, který v Číně nadále patří mezi prestižní formy hokkienu.

## Tchajwanský hokkien
Tchajwanský hokkien (tchajwanština) je podoba hokkienu mluvená okolo 70%+ Tchajwanské populace. Je vzájemně srozumitelná s amoyským dialektem. Přestože jsou oba dialekty hokkienu velmi podobné, z etnolingvistického hlediska se nedají zaměnit. Amoyský dialekt patří pod pevninský hokkien, zatímco tchajwanština pod zámořský. Tchajwanština zároveň používá přejatá slova z japonštiny a domorodých formosanských jazyků. Je mateřským jazykem pro 13.5 milionů lidí (2017) a jedním z úředních jazyků na Tchaj-wanu. Od 80. let 20. století vytlačuje amoyský dialekt z pozice nejprestižnějšího dialektu hokkienu.